# Gaute Nepstad
Gaute Nepstad (Bergen, 9 de septiembre de 1994) es un deportista noruego que compite en curling. Ganó una medalla de bronce en el Campeonato Europeo de Curling Masculino de 2024.

## Palmarés internacional
| Campeonato Europeo | Campeonato Europeo | Campeonato Europeo | Campeonato Europeo |
| Año                | Lugar              | Medalla            | Prueba             |
| ------------------ | ------------------ | ------------------ | ------------------ |
| 2024               | Lohja (Finlandia)  | Medalla de bronce  | Equipo             |